# Palau del Marqués de la Scala
El Palau de la Scala se situa a la plaça de Manises a la ciutat de València, al costat del Palau de la Batlia i enfront del Palau de la Generalitat. Va pertànyer a la família Boïl, després marquesos de la Scala i senyors de Manises.
L'edifici està format per dos palaus amb el patis units (unió feta al segle xviii), però amb accessos separats. La portada principal és l'esquerra, amb l'escut de la família damunt i de llinda. El palau conserva els quatre nivells dels palaus gòtics: un semisoterrani, entresol, pis principal i galeria superior d'arquets renaixentistes. A l'extrem esquerre de l'edifici s'alça una torrassa, amb una finestra coronella i rematada amb boles, aquest és l'edifici més antic, del segle xvi.
S'accedeix al pati interior a través d'un vestíbul, amb sostre pla de grans bigues, i d'un arc rebaixat de pedra. Aquest pati rectangular té una escala per accedir als pisos superiors que arrenca d'un arc de mig punt que es recolza sobre una mènsula amb decoració renaixentista, la mateixa volada de l'escala també té una balustrada del renaixement. La part superior del pati, sobre la planta principal, presenta un cos huitavat que li dona la forma quadrangular al pati. L'escala està coberta amb una sostrada de fusta amb cassetons sobre un fris amb mènsules, on es desenvolupen motius decoratius (anagrames de Jesús i Maria, motius vegetals i animalístics). També en aquesta part es desenvolupen petxines decoratives (fetes de fust amb mocàrabs) que suporten un cos superior d'arquets de mig punt.

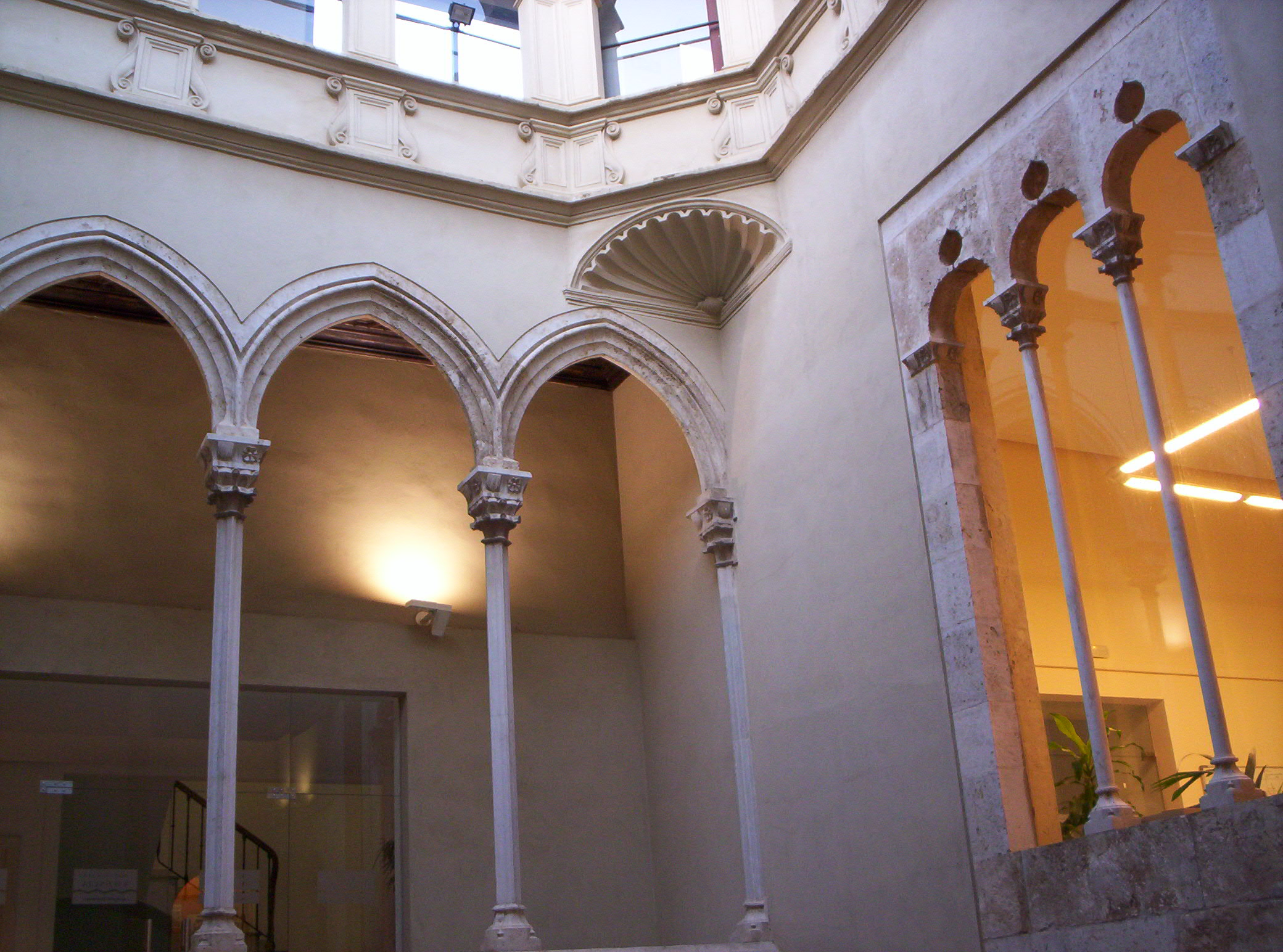
Interior del palau

La galeria d'arcs apuntats està coberta amb sostrada de fusta, damunt hi ha trompes en forma de petxina sobre les quals s'articula una llonja superior de setze arcs de mig punt de pilastres dòriques, i damunt una cornisa.
Durant el segle xvii es va ampliar el palau amb la casa adjacent, aleshores es feu l'escala imperial que uneix ambdós edificis. A aquesta escala s'accedeix per una espècie de vestíbul que uneix els dos patis de cada edifici. És una escala de caixa rectangular coberta amb una cúpula oval, amb rajoles i amb barana de ferro forjat amb passamans de fusta. L'escala es desenvolupa en un tram, després es bifurca i es torna a unir en un replà, és des d'aquest replà d'on es pot accedir als dos edificis i a l'avantsala de la sala noble del palau. Aquesta sala noble és anomenada Saló dels Estats, té planta rectangular i està cobert amb un fris de fusta del segle xviii.
La façana actual de la plaça Manises és el resultat de la reforma del segle xviii, que va substituir els tres finestrals gòtics i es van obrir cinc balcons.
Al segle xix passa a convertir-se en el Col·legi Jesús i Maria. El segle següent va tindre usos variats, seu de Lo Rat Penat, Sindicat d'Hoteleria, laboratori de perfums i taller de reparacions de pianos. A principis del segle xx, l'arquitecte Lluís Ferreres afegí l'escut, de pedra artificial, dels Scala sobre la portada principal. A més va desplaçar l'escala que donava part a l'entresol a la part posterior. L'edifici es va restaurar a finals del segle xx, unificant-se les façanes dels dos edificis que componen el palau.
Actualment és seu de la Diputació de València.